# Luka (Rijeka)
Luka je naziv za mjesni odbor koji se nalazi u središnjem kvartu Rijeke od Mrtvog kanala (na istoku) do Ẑabice (na zapadu) te do Korza (na sjeveru).

## Spomenici i znamenitosti
- Gradski toranj
- HNK Ivan Zajc
- Tursa kuća
- Palača Modello
- Riječki merkat (Pjaca)
- Palača Transjug
- Zgrada Radio Rijeke
- Pravoslavna crkva sv. Nikole
- Palača "Europe"
- Palača Adria
- Palača Jugolinije i palača Rinaldi

## Vijeće mjesnog odbora
Vijeće mjesnog odbora sastoji se od pet članova s predsjednikom Sašom Pavlovićem (nestranački član liste SDP-a) na čelu.

## Vanjske poveznice
- Službene stranice
- Interaktivni zemljovid MO[neaktivna poveznica]